# Solomiac (Cesana Torinese)
Solomiac è un comune soppresso nel 1928, oggi frazione di Cesana Torinese. 

## Geografia fisica

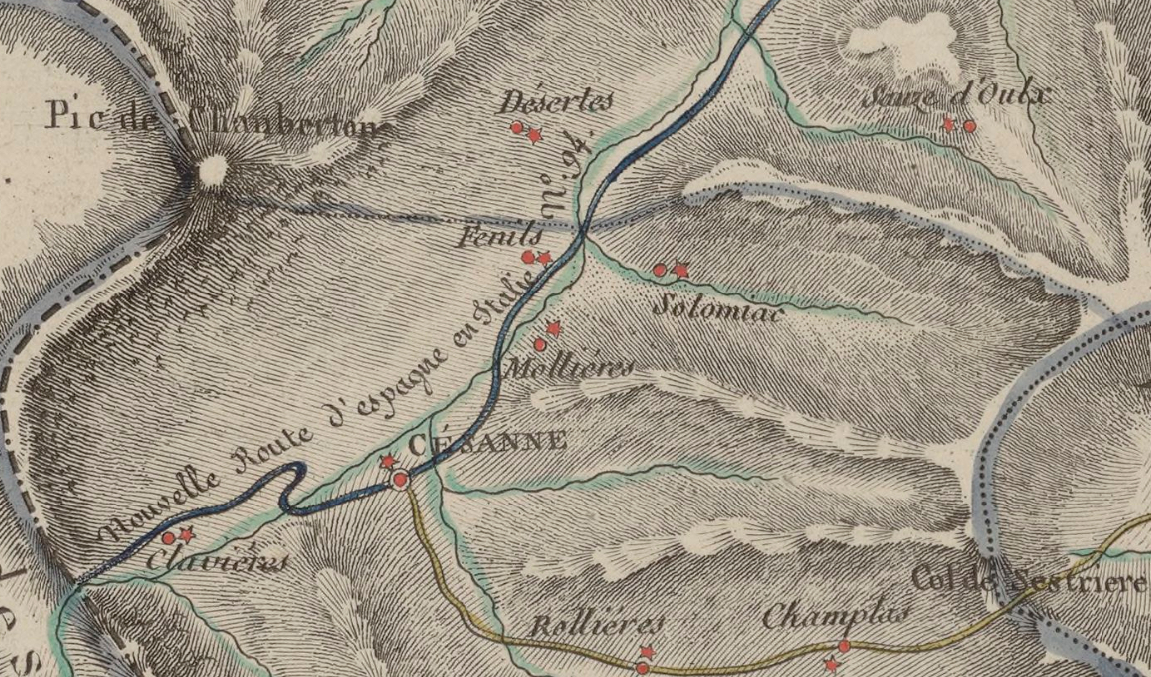
Mappa della zona di Solomiac durante l'annessione alla Francia, quando faceva parte del Dipartimento del Po

Il paese di Solomiac è collocato a 1379 m di quota in alta Valsusa, sulla destra orografica della Dora Riparia; il rio Gran Cote lo separa a sud dalla vicina frazione di Mollières, un tempo anch'essa comune autonomo, mentre a nord confina con il comune di Oulx. A est il territorio comunale si innalzava di quota sulle pendici del Monte Fraiteve, ricche di pascoli e di lariceti. Il centro abitato di Solomiac è servito da una stradina che un tempo era percorribile con le automobili ma che essendosi con gli anni deteriorata non è più utilizzabile in sicurezza.

## Storia
Il comune oltre che Solomiac comprendeva anche Colombières e l'Autagne. Le principali attività economiche erano l'allevamento bovino e il taglio del legname "da fuoco e da costruzione". Tra i prodotti del paese viene citata la raccolta delle "prune selvagge" o "prunella alpinaria", dal cui nocciolo gli abitanti locali ricavavano il cosiddetto "olio di marmotta", che veniva considerato "assai buono per gli usi domestici"
A metà ottocento tra novembre e Pasqua era attiva a Solomiac una scuola dove venivano insegnate le basi di "lettura, scrittura e di aritmetica, la lingua francese, e gli elementi della lingua latina". Gli uomini sapevano "pressoché tutti leggere e scrivere"; molti di loro emigravano durante la stagione fredda in altre zone del Piemonte e in Lombardia, dove si dedicavano alla pettinatura della canapa. Il comune di Solomiac disponeva di alcuni oratori ma era privo sia di chiesa parrocchiale che di cimitero, per cui i suoi abitati per i servizi religiosi dipendavano da Fenils.. 
Il comune fu soppresso nel 1928 (R.D. N°2541 del 08/11/1928, "Riunione dei comuni di Bousson, Cesana Torinese, Champlas du Col, Désertes, Fenils, Mollières, Sauze di Cesana, Solomiac e Thures in un unico comune con capoluogo e denominazione «Cesana Torinese»", Gazzetta Ufficiale N°278 del 29/11/1928).

## Monumenti e luoghi d'interesse
- Casa Cossul, anche detta castello di Solomiac: si tratta di un grande edificio seicentesco di quattro piani; la facciata è affrescata e dispone di alcune meridiane solari. La casaforte appartenne alla famiglia Cossul, in passato una delle più importanti della zona.[6]